# Bactrocera indecora
Bactrocera indecora
 es una especie de díptero que Drew describió por primera vez en 1971. Bactrocera indecora pertenece al género Bactrocera de la familia Tephritidae.  